# 横沢兵庫
横沢 兵庫（よこざわ ひょうご、享和3年（1803年） - 文久2年4月17日（1862年5月15日））は、江戸時代の盛岡藩士。名は親成、済衆。通称は勘解由・兵庫、号は雪斎。

## 経歴
盛岡藩家老。盛岡藩12代藩主南部利済を補佐したが、14代藩主利剛に休職蟄居を命じられる。